# Christendom in Irak
Het christendom in Irak is ontstaan in de eerste eeuw na Christus, volgens de overlevering door de apostel Thomas. Ook na de verovering van het huidige Irak door moslims, bleef er een christelijke minderheid bestaan, vooral in het noorden van het land. Het aantal christenen in Irak is tussen 2003 en 2014 sterk gedaald.

## Indeling

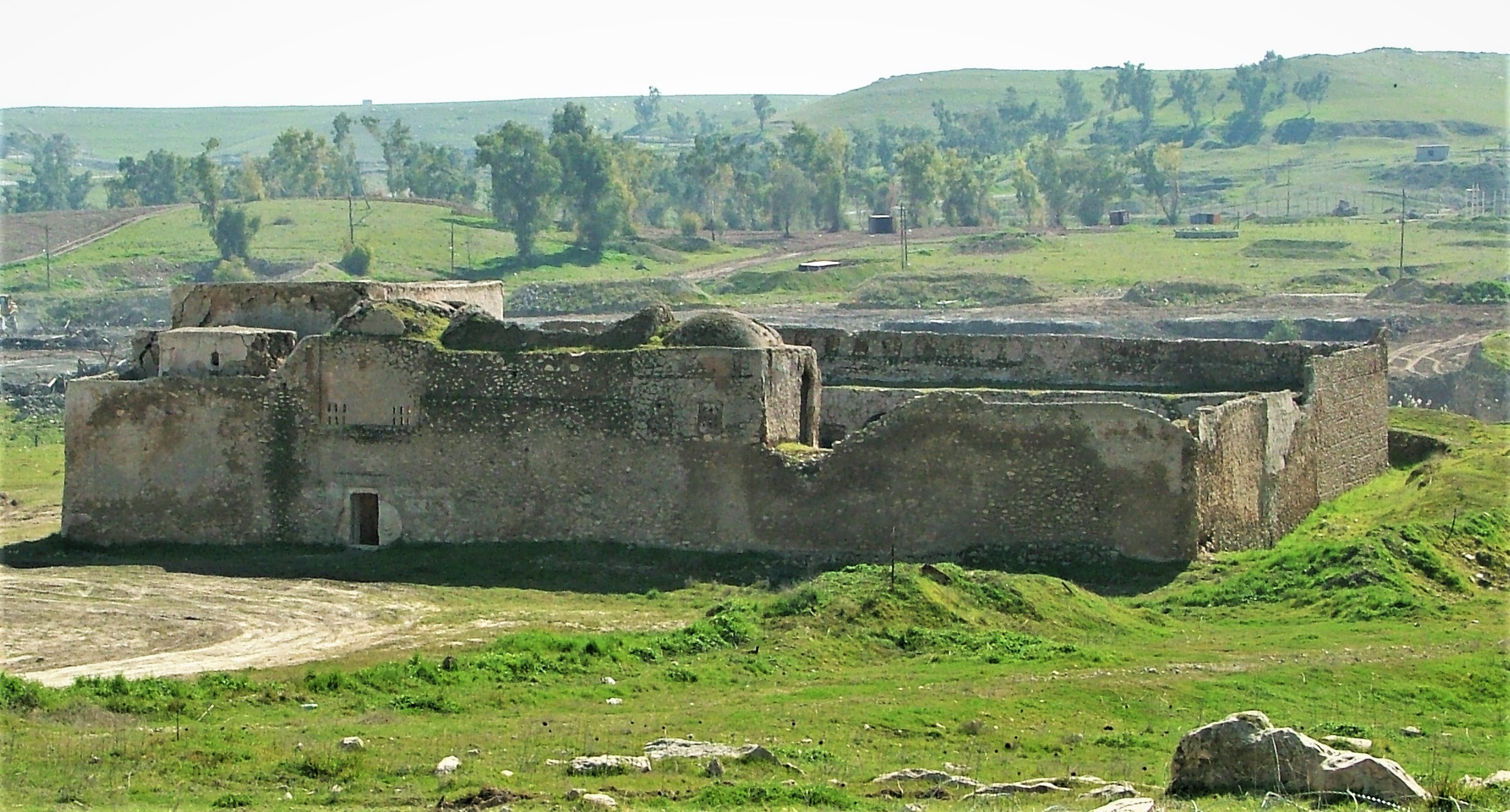
De ruïnes van het klooster Dair Mar Elia.

Christenen in Irak zijn in te delen in:
- Chaldeeuws-Katholieke Kerk; onderdeel van de Katholieke Kerk. De huidige patriarch is Louis Raphaël I Sako, patriarch van Babylon van de Chaldeeërs (sinds 2013). Het patriarchaat is gevestigd in Bagdad.
- Assyrische Kerk van het Oosten. De Assyriërs werden sterk vervolgd in de nadagen van het Ottomaanse Rijk.
- Oude Kerk van het Oosten. Deze kerk is gesticht in 1968 door Thoma Darmo, nadat zij zich in 1964 had afgescheiden van de Assyrische Kerk van het Oosten. Aanleiding voor het schisma was dat de Assyrische Kerk over ging op het gebruik van de gregoriaanse kalender. Een deel wilde trouw blijven aan het gebruik van het traditionele juliaanse kalender, die 13 dagen achter loopt op de gregoriaanse kalender. De nieuw gevormde kerkgemeenschap koos Thoma Darmo, haar oprichter, als haar katholikos-patriarch, terwijl Shimon XXIII de officiële kerkleider van de Assyrische Kerk bleef. Na Darmo's dood in 1969, volgde Addai II hem in februari 1970 op als katholikos van de Oude Kerk van het Oosten. Sinds zijn overlijden op 12 februari 2022 is de functie van katholikos vacant.
- Syrisch-orthodoxe Kerk van Antiochië
- Armeens-Apostolische Kerk

In 1932 werd Irak een onafhankelijk land. Het jaar erna, in 1933 vond in het noorden van het land de Genocide van Simele plaats. Het Irakese leger vernietigde tientallen christelijke Assyrische dorpen en vermoordde daarbij duizenden Assyriërs. Het aantal christenen in Irak bedroeg in 2012 minder dan een half miljoen personen. Exacte cijfers zijn niet bekend. Sinds de veiligheid in het land instortte na de val van het regime van Saddam Hoessein in 2003, toen 1,3 miljoen christenen in het land woonden, is hun aantal drastisch afgenomen. Ze hebben vaak hun toevlucht genomen tot westerse landen. Een deel is gevlucht naar Noord-Irak, waar het relatief veilig is.

## Aanslagen sinds 2004 op kerken in Irak
- 1 augustus 2004 – Op deze dag worden vijf kerken door bomaanslagen getroffen in de hoofdstad Bagdad. Er vallen 11 of 12 doden en er zijn 61 gewonden.[3][4]
- 16 oktober 2004 – Ook op deze dag worden vijf kerken door bomaanslagen getroffen in de hoofdstad Bagdad. Het gaat om een katholieke kerk en vier Orthodoxe kerkgebouwen.[5]
- 7 december 2004 – Twee bomaanslagen op kerken in Mosoel. Het ging om een Chaldeeuwse kerk en een Armeense kerk. Beide gebouwen worden verwoest.[6]
- 29 januari 2006 - Op kerken in de steden Bagdad en Kirkoek worden zes aanslagen gepleegd. Er vallen doden en gewonden.[7]
- 24 september 2006 – De Sint Marykathedraal in Bagdad wordt getroffen door twee bomaanslagen achter elkaar. Er zijn twee doden te betreuren.[8]
- 3 juni 2007 – In de stad Mosoel worden vier Chaldeeuwse christenen doodgeschoten, wanneer ze tijdens het uitgaan van een kerk worden beschoten. Onder hen is een priester.[9]
- 6 januari 2008 – Zeven kerken in Bagdad en Mosoel worden aangevallen.[10]
- 9 januari 2008 – Twee bomaanslagen op kerken in Kirkuk.[11]
- 7 juli 2009 – Vijf kerken in Bagdad worden aangevallen door bomaanslagen na een gecoördineerde actie. Er vallen vier doden. De Amerikaanse ambassadeur ontsnapt tenauwernood.[12]
- 15 december 2009 – In Mosoel worden twee Syrisch Orthodoxe kerken aangevallen door middel van bomaanslagen.[13]
- 9 september 2010 – Het vuur wordt geopend op een Anglicaanse Kerk in Bagdad. Er vallen twee doden.
- 31 oktober 2010 - Een gijzeling in een katholieke kerk in Bagdad eindigt in een drama. 53 personen komen om wanneer de gijzelnemers zichzelf tijdens een bestorming door de politie opblazen. Zie Aanval op de Sayidat al-Nejatkerk in Bagdad.
- 2 augustus 2011 – Een aanslag met een autobom op een katholieke kerk in Kirkuk verwoest het gebouw. Er zijn 20 gewonden.[14][15]
- 15 augustus 2011 – Een bomaanslag verwoest de Syrisch-orthodoxe St. Ephraimkerk in Kirkuk.[16][17]
- 20 maart 2012 – Een bomaanslag op de Sint Mattheuskerk in Bagdad. Er vallen twee doden en tientallen gewonden.[18]
- 25 december 2013 - Een ontploffende autobom kost op eerste kerstdag aan minstens 35 kerkgangers in Bagdad het leven.[19]